# Antonio Leonviola
Antonio Leonviola, né le 13 mai 1913 à Montagnana (Italie), et mort le 4 août 1995 à Rome, est un scénariste et réalisateur italien, cofondateur de la Libera Università del Cinema di Roma.

## Biographie
Leonviola est né en 1913 à Montagnana sous le nom d'Antonio Leone Viola. En 1934, il remporte une médaille d'or à la Mostra de Venise pour son moyen-métrage muet Fiera di tipi, qu'il a tourné lors d'une foire à Padoue. Il travaille comme photographe de guerre pendant la Seconde Guerre mondiale, une expérience qu'il reflète dans quelques courts métrages, dont La battaglia dell'Amba Alagi et La marcia degli eroi.
Après la guerre, Leonviola travaille comme scénariste dans plusieurs films d'aventure et réalise en 1942 son premier long métrage, Rita da Cascia. Après une longue pause, il revient comme réalisateur en 1951 avec un film policier, Les Deux Vérités, qui est salué par la critique.
Le succès n'est pas au rendez-vous et ses films suivants sont tous plus ou moins malmenés par la critique : Sur le pont des soupirs, Nous les brutes (une histoire de discrimination sociale), un remake de son précédent Rita da Cascia intitulé Son plus grand amour, et La Danseuse et le Bon Dieu,.
Torpilles humaines, un film de guerre crédité à Leonviola, est en partie réalisé par Carlo Lizzani, qui ne veut cependant pas que son nom figure au générique.
En 1961, Leonviola passe au péplum mythologique en réalisant Maciste contre le Cyclope (avec Gordon Mitchell) puis Maciste, l'homme le plus fort du monde (avec Mark Forest) la même année. Deux ans plus tard, en 1963, Leonviola réalise deux autres péplums avec Joe Robinson dans le rôle de Taur (appelé Tarzan dans certaines sorties) : Taur, roi de la force brutale et Les Gladiatrices. Enfin, en 1967, après une pause de quatre ans, Leonviola revient une dernière fois pour réaliser le film d'action Les Jeunes Tigres avec Helmut Berger.
Leonviola continue dans les années qui suivent à travailler comme scénariste. En 1968, son roman La virtù sdraiata est publié sous son nom de naissance « Leone Antonio Viola ». L'ouvrage est adapté par Sidney Lumet avec le film Le Rendez-vous (1969).
Il se marie à la réalisatrice, scénariste et artiste Sofia Scandurra (1937-2014), avec laquelle il fonde en 1983 à San Cesareo la Libera Università del Cinema di Roma pour les acteurs et les réalisateurs,, cofondée également par Cesare Zavattini et Alessandro Blasetti.
Leonviola est décédé le 4 août 1995.

## Filmographie complète

### Scénariste
- 1939 : Uragano ai tropici de Pier Luigi Faraldo et Gino Talamo
- 1942 : Le signorine della villa accanto de Gian Paolo Rosmino
- 1943 : Il figlio del corsaro rosso de Marco Elter
- 1943 : Gli ultimi filibustieri de Marco Elter
- 1943 : Rita da Cascia d'Antonio Leonviola
- 1950 : Mara fille sauvage (Il brigante Musolino) de Mario Camerini
- 1951 : Les Deux Vérités (Le due verità)
- 1953 : Per salvarti ho peccato de Mario Costa
- 1956 : Son plus grand amour (Il suo più grande amore) d'Antonio Leonviola
- 1958 : La Danseuse et le Bon Dieu (Ballerina e Buon Dio) d'Antonio Leonviola
- 1961 : Maciste, l'homme le plus fort du monde (Maciste, l'uomo più forte del mondo) d'Antonio Leonviola
- 1962 : I due della legione straniera de Lucio Fulci
- 1963 : Taur, roi de la force brutale (Taur, il re della forza bruta)
- 1963 : Les Gladiatrices (Le gladiatrici) d'Antonio Leonviola
- 1968 : Les Jeunes Tigres (I giovani tigri) d'Antonio Leonviola
- 1969 : Le Rendez-vous (The Appointment) de Sidney Lumet
- 1969 : Senza sapere niente di lei de Luigi Comencini
- 1970 : Una storia d'amore de Michele Lupo
- 1976 : La Cage dorée (Cattivi pensieri) d'Ugo Tognazzi

### Réalisateur
- 1934 : Fiera di tipi — moyen-métrage
- 1943 : Rita da Cascia
- 1952 : Les Deux Vérités (Le due verità)
- 1953 : Sur le pont des soupirs (Sul ponte dei sospiri)
- 1953 : Nous les brutes (Noi cannibali)
- 1954 : Torpilles humaines (Siluri umani)
- 1956 : Son plus grand amour (Il suo più grande amore)
- 1958 : La Danseuse et le Bon Dieu (Ballerina e Buon Dio)
- 1961 : Maciste contre le Cyclope (Maciste nella terra dei ciclopi)
- 1961 : Maciste, l'homme le plus fort du monde (Maciste, l'uomo più forte del mondo)
- 1963 : Taur, roi de la force brutale (Taur, il re della forza bruta)
- 1963 : Les Gladiatrices (Le gladiatrici)
- 1968 : Les Jeunes Tigres (I giovani tigri)